# Microsoft InfoPath
Microsoft InfoPath, puni naziv Microsoft Office InfoPath je program za izradu XML obrazaca, odnosno XSN obrazaca, a pojavljuje se kao sastavni dio paketa Microsoft Office 2003 Professional. U paketu Microsoft Office 2010 razdvojen je na dva programa i to Microsoft InfoPath Designer 2010 i Microsoft InfoPath Filler 2010.

## Inačice
- InfoPath 2003 (samo Office 2003 Professional i Professional Enterprise Edition (plaća se posebno))
- InfoPath 2007 (samo Office 2007 Ultimate, Professional Plus, Enterprise (plaća se posebno))
- InfoPath 2010 (samo Office 2010 Professional Plus)

## Vanjske poveznice
- Microsoft InfoPath - 'Homepage'
- InfoPath Team Blog
- Office 2010 vodič